# Parafia Matki Boskiej Nieustającej Pomocy w Pobiedziskach
Parafia Matki Boskiej Nieustającej Pomocy w Pobiedziskach – rzymskokatolicka parafia leżąca w granicach dekanatu pobiedziskiego. Parafia została erygowana w 1981 roku przez kardynała Stefana Wyszyńskiego i mieści się w zachodniej części Pobiedzisk w dzielnicy Letnisko Leśne.

## Historia
Starania o utworzenie parafii podjął ks. kard. Stefan Wyszyński w lutym 1977 r. Pierwszy proboszcz, ks. Józef Bogusławski, przybył do nowo utworzonej kaplicy (przy ul. Brzozowej) 1 października 1980 roku. Kaplica i mieszkanie dla proboszcza zostały przygotowane staraniem ks. prałata Kazimierza Stelmaszyka, proboszcza i dziekana pobiedziskiego.
Pozwolenie na budowę kościoła wydały władze gminne w czerwcu 1986 r. W uroczystość Matki Boskiej  Częstochowskiej, czyli 26 sierpnia, rozpoczęły się prace przy zalewaniu fundamentów. Był to równocześnie dzień przejścia do wieczności ks. prob. Józefa Bogusławskiego.
1 października 1986 roku prymas Polski kard. Józef Glemp mianował proboszczem ks. Adama Zasadę.
4 grudnia 1988 roku ks. bp Jan Czerniak poświęcił kaplicę, która została utworzona z części katechetycznej kościoła. Kaplica służyła, z przerwami, za kościół parafialny do 1 października 2000 roku, kiedy kościół został konsekrowany przez ks. abp. Henryka J. Muszyńskiego Metropolitę Gnieźnieńskiego.
W ołtarzu znajduje się obraz MBNP ufundowany w 1989 r. przez ks. Kazimierza Stelmaszyka. Jest to wotum za ocalenie z obozu koncentracyjnego w Dachau.
Po przebudowie dawna kaplica została dedykowana pamięci 108 Męczenników z czasów II wojny światowej, szczególnie bł. ks. Marianowi Konopińskiemu. W ołtarzu znajduje się Jego obraz autorstwa Małgorzaty Musierowicz. Rodzina Błogosławionego przekazała pamiątki z Nim związane: obrazek prymicyjny, list pisany w Dachau do najbliższych w 10 rocznicę święceń kapłańskich – 12 czerwca 1942 roku, kamienną rzeźbę – Ucieczka do Egiptu, obraz Pana Jezusa w podwójnej koronie: królewskiej i cierniowej oraz obraz Czynszowa moneta.
Przy kaplicy została utworzona Izba Pamięci związana z ostatnią wojną światową.
Projekt wnętrza kościoła i kaplicy jest autorstwa artysty plastyka Bolesława Musierowicza.
1 lipca 2019 roku proboszczem parafii został ks. Jan Andrzejewski, zastępując ks. Adama Zasadę, który przeszedł na emeryturę.